# Ymnos is tin Eleftherian
Der Ymnos is tin Eleftherian (griechisch Ύμνος εις την Ελευθερίαν [ˈimnos is tin ɛlɛfθɛˈrian], deutsch ‚Hymne an die Freiheit‘) ist die Nationalhymne Griechenlands sowie der Republik Zypern.
Der Text entstammt dem gleichnamigen, 1823 von Dionysios Solomos geschriebenen Gedicht aus 158 Vierzeilern, die Musik stammt von Nikolaos Mantzaros, dem ‚Vater‘ der Ionischen Schule, der ersten Komponistenschule des modernen Griechenland. Seit 1865 ist der Ymnos is tin Eleftherian die Nationalhymne Griechenlands. Er wird seit 1966 auch als Nationalhymne der Republik Zypern genutzt. Es handelt sich um die einzige Nationalhymne, die mit identischem Text und identischer Melodie von zwei souveränen Staaten zugleich verwendet wird. Er erklingt außerdem bei den Feierlichkeiten der modernen Olympischen Spiele als Erinnerung an deren Ursprungsort.

## Dichtung

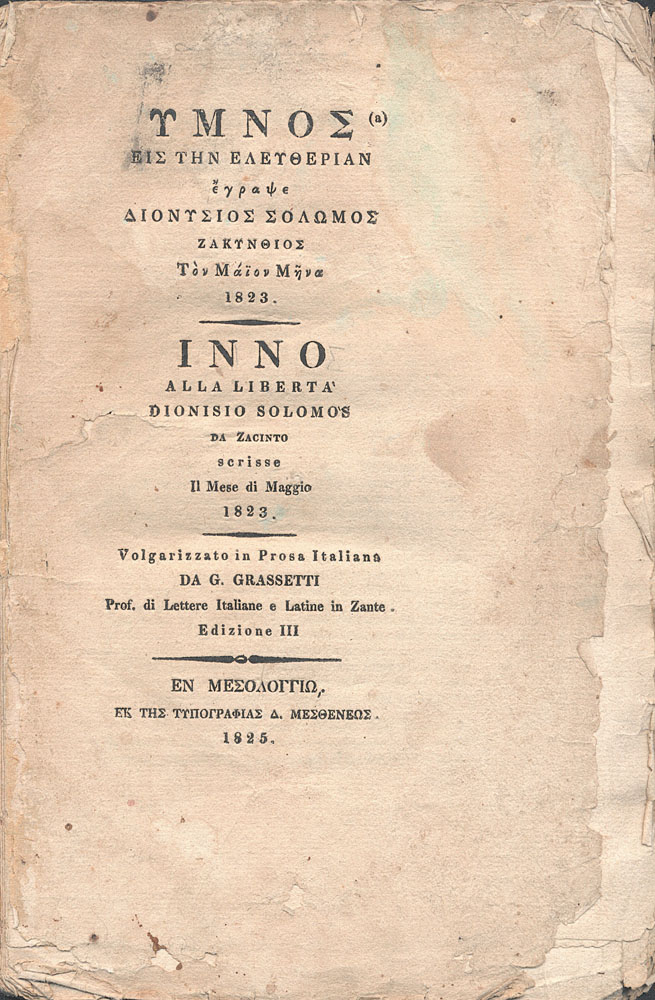
Titelblatt der griechischen Erstausgabe des Ymnos is tin Eleftherian aus dem Jahr 1825 von Dionysios Solomos

Laut der ersten Druckausgabe dichtete Solomos den Text im Mai 1823 auf Zakynthos. Die Insel war damals Teil des ersten griechischsprachigen Staates der Neuzeit, der Vereinigten Staaten der Ionischen Inseln, deren Intellektuelle die Griechische Revolution auf dem Festland mit Begeisterung verfolgten. Solomos hatte seine Ausbildung in Italien 1818 beendet und zunächst in italienischer Sprache, auf Anregung von Spyridon Trikoupis ab 1822 auch auf Griechisch Gedichte verfasst. Dabei bediente er sich einer dem Dialekt seiner Heimatinsel nahestehenden Volkssprache, die für die von ihm begründete Ionische Schule maßgebend wurde. Die Hymne an die Freiheit ist das erste einer großen Reihe patriotischer, den griechischen Freiheitskampf spiegelnder Gedichte, die Solomos in den folgenden Jahren schuf. Der Erstdruck erschien 1824 zweisprachig Griechisch und Italienisch in der Stadt Mesolongi, die bald darauf für Jahre in osmanische Belagerung fiel und in Europa zum Symbol des griechischen Kampfes wurde.
Die 158 Strophen sind Vierzeiler mit dem Reimschema A-B-A-B, in vierfüßigen Trochäen, die zweite und vierte Zeile enden mit einem unvollständigen Trochäus, also katalektisch.
Die Hymne ist an die allegorische Figur der Freiheit gerichtet und preist den griechischen Freiheitskampf, der von der Idee der Freiheit geleitet, siegreich enden soll. Dabei beschreibt der Text die anfänglichen Versuche griechischer Emanzipation im 18. Jahrhundert, erwähnt Rigas Velestinlis, die ‚befreiten‘ Griechen der Ionischen Inseln, die Haltung führender westlicher Staaten, namentlich der USA, Spaniens, Großbritanniens und Österreichs, dessen Außenminister Metternich einer der profiliertesten Gegner der Griechischen Revolution war. Es folgen dann Beschreibungen der Ereignisse der ersten zwei Jahre der Revolution und die Rechtfertigung der Revolution aus der christlichen Religion, in deren Namen sie geführt wird. Die zweite Strophe („Ja, du bist uns neuerstanden …“, s. u.) wird refrainartig als 16., 74. und 87. Strophe wiederholt, die erste Strophe taucht als 122. ein zweites Mal auf; diese Wiederholungen gliedern das Werk, das mit einem Appell der Freiheit an die Einigkeit der Griechen und einem ironischen Seitenhieb an Europa endet:
„Dürfen wir uns selber retten / Uns’re Freiheit angestammt / Oder hat zu ew’gen Ketten / Uns die Politik verdammt? // Wenn ihr also habt beschlossen / Seht: das Kreuz steht hier vor euch / Könige! Haut unverdrossen / Führet auch noch diesen Streich!“
Die Dichtung Solomos’ wurde im Europa der Philhellenen schnell populär, schon im Jahr darauf erschienen Übersetzungen der Hymne in englischer und französischer Sprache; 1825 erschien anonym die erste deutsche Übersetzung von Auszügen des Goethe-Freundes Johann Friedrich Heinrich Schlosser. Drei weitere auszugsweise deutsche Übersetzungen erschienen bis 1842. Wohl 1844 übersetzte Joseph Mindler erstmals den gesamten Text ins Deutsche, offensichtlich als Beurteilungshilfe für den griechischen König Otto, der von Mantzaros die Zweitkomposition von Solomos’ Hymne erhalten hatte.
Die Hymne an die Freiheit blieb Solomos’ bekanntestes Werk, unter anderem durch die Tatsache, dass sie als Nationalhymne populär wurde.

## Komposition
Nikolaos Mantzaros war mit Dionysios Solomos, der sich 1828 in Korfu niedergelassen hatte, gut befreundet. Er schuf drei vollständige musikalische Versionen der Hymne an die Freiheit, alle für vierstimmigen Männerchor und Klavier.
Zwischen 1828 und 1830 datiert die erste Komposition. Sie verwendet für die Textstrophen 1–8 das Vorbild für die verwendete Melodie in F-Dur, dabei entsprechen jeweils zwei Textstrophen einer musikalischen Strophe, allerdings mit einem etwas größeren Tonumfang (f–a¹ im ersten Tenor) und einigen verzierten Schlusswendungen, die später für die Nationalhymne vereinfacht wurden. Auch eine kurze Einleitung und ein viertaktiges Zwischenspiel zwischen den musikalischen Strophen fielen bei der Nationalhymne später weg. Dieses Werk gliedert den Text Solomos’ in 25 Abschnitte mit teils mehreren Strophen, es erschien erst nach dem Tod des Komponisten 1873 in London im Druck, finanziert von britischen Philhellenen und Auslandsgriechen. Die musikalische Struktur ist weitgehend homophon, offensichtlich war das Werk für die Ausführung durch Laien konzipiert.
Eine zweite Vertonung schickte Mantzaros’ 1844 dem griechischen König Otto. Hier sind die Anteile polyphoner Abschnitte deutlich größer, Fugati bzw. kleine Fugen wechseln sich mit homophonen Abschnitten ab. Die Melodie der heutigen Nationalhymne wird hier für die Strophen 5–8 des Solomos’schen Textes verwendet. Diese Komposition wurde bei offiziellen Anlässen im Königspalast wohl benutzt, als Nationalhymne diente jedoch Heil unserm König, Heil!, die auch Nationalhymne des Königreichs Bayern war.
Eine dritte – weitgehend polyphone – Version, die sich als Manuskript im alten Teatro San Giacomo, dem heutigen Rathaus der Stadt Korfu erhalten hat, dokumentiert Mantzaros’ jahrzehntelange Arbeit an der Komposition. Die ersten beiden Abschnitte dieser Fassung erschienen 1897 in Italien im Druck, die Melodie der Nationalhymne ist hier nicht enthalten.

## Verwendung als Nationalhymne Griechenlands
Vorläufer als griechische Nationalhymne war Heil unserm König, Heil!, die gleichzeitig auch Hymne des Königreichs Bayern war. König Otto hatte 1844 Mantzaros einen Orden verliehen für eine „ernstere“ Zweitkomposition, die zu offiziellen Anlässen gespielt wurde.
Als Georg I. 1865 im Hafen von Korfu durch die Banda der Philharmonischen Gesellschaft Korfu mit Mantzaros’ ursprünglicher Vertonung begrüßt wurde, war er so beeindruckt, dass das Werk mit der verwendeten Melodie mit 24 Strophen am 4. August 1865 durch königlichen Erlass des Marineministeriums zum „offiziellen nationalen Lied“ („ἐπίσημον ἐθνικόν ἄσμα“) und damit de facto zur Nationalhymne erklärt wurde. Gesungen wird jedoch nur die Vertonung der ersten beiden Strophen des Textes. Spätere Einzelausgaben zeigen die Melodie leicht vereinfacht mit dem Tonumfang f–f¹ (bzw. f¹–f² für Frauenstimmen), gelegentlich einen Ton tiefer nach Es-Dur transponiert.

## Verwendung als Nationalhymne der Republik Zypern
Der Ministerrat der Republik Zypern nahm am 16. November 1966 den Vorschlag an, Ymnos is tin Eleftherian als Nationalhymne der Republik Zypern einzuführen. Kritiker sehen darin bis heute ein Bekenntnis zu Griechenland, konnten sich jedoch nie mit einer Änderung durchsetzen. Zu offiziellen Anlässen innerhalb der Republik wird die 1962 komponierte „Staatshymne der Republik Zypern“ (Κρατικός Ύμνος της Κυπριακής Δημοκρατίας) von Solon Michailidis gespielt.

## Text der griechischen und zypriotischen Nationalhymne
| Originaltext (polytonisch) | Text (monotonisch) | Transkription | Aussprache (IPA) |
| Σὲ γνωρίζω ἀπὸ τὴν κόψη τοῦ σπαθιοῦ τὴν τρομερή, σὲ γνωρίζω ἀπὸ τὴν ὄψη ποὺ μὲ βιὰ μετράει τὴ γῆ. Ἀπ᾿ τὰ κόκκαλα βγαλμένη τῶν Ἑλλήνων τὰ ἱερά, καὶ σὰν πρῶτα ἀνδρειωμένη, χαῖρε, ὦ χαῖρε, Ἐλευθεριά!                                                         | Σε γνωρίζω από την κόψη του σπαθιού την τρομερή, σε γνωρίζω από την όψη που με βια μετράει τη γη. Απ’ τα κόκκαλα βγαλμένη των Ελλήνων τα ιερά, και σαν πρώτα ανδρειωμένη, χαίρε, ω χαίρε, Ελευθεριά!                                                         | Se gnorizo apo tin kopsi tou spathiou tin tromeri, se gnorizo apo tin opsi pou me via metrai ti gi. Ap’ ta kokkala vgalmeni ton Ellinon ta iera, ke san prota andriomeni, chere, o chere, Eleftheria!                                 | sɛ ɣnɔˈrizɔ‿aˈpɔ tin ˈkɔpsi tu spaˈθju tin trɔmɛˈri sɛ ɣnɔˈrizɔ‿aˈpɔ tin ˈɔpsi pu mɛ vja mɛˈtrai ti ʝi ap ta ˈkɔkala vɣalˈmɛni tɔn ɛˈlinɔn ta jɛˈra kʲɛ san ˈprɔta‿anðriɔˈmɛni ˈçɛrɛ‿ɔ ˈçɛrɛ ɛlɛfθɛˈrja                                                        |
| Wörtliche Übersetzung | Deutsche Nachdichtung | Übersetzung Mindlers | Übersetzung Günthers |
| Ich erkenne dich an der Klinge des Schwertes, der gewaltigen. Ich erkenne dich an dem Blick, der mit Kraft die Erde bemisst. Den Knochen entsprossen der Griechen, den heiligen (sc. Knochen), und, wie früher, tapfer, sei gegrüßt, o sei gegrüßt Freiheit! | Ja, ich kenn’ dich an der Klinge deines Schwerts, so scharf und blank, wie auf diesem Erdenringe schreitet dein gewalt’ger Gang. Die du aus der Griechen Knochen wutentbrannt entsprossen bist, die das Sklavenjoch zerbrochen, holde Freiheit, sei gegrüßt! | An dem scharfen Riesenschwerte Deinen Feinden fürchterlich An dem Blicke, der die Erde Misst im Fluge, kenn ich dich. Ja, du bist uns neuerstanden Aus der Väter Heldenblut Heil dir Freiheit! Wiederfanden Wir in dir der Ahnen Mut. | Ich erkenn’ dich an der Schneide, Die des Schwertes Schrecken ist. An dem Blick, der stolz ins Weite Zielt und kühn die Erde mißt. Hellas’ Schrein hielt dich geborgen, Und aus Heldenasche wich Licht von neuem Ruhmesmorgen, Freiheit, heil, ich grüße dich. |

Weitere sechs Vierzeiler des Textes:
Εκεί μέσα εκατοικούσες

πικραμένη, εντροπαλή,

κι ένα στόμα ακαρτερούσες,

«έλα πάλι», να σου πει.

Άργειε να ‘λθει εκείνη η μέρα,

Και ήταν όλα σιωπηλά,

γιατί τά ‘σκιαζε η φοβέρα

και τα πλάκωνε η σκλαβιά.

Δυστυχής! Παρηγορία

μόνη σου έμενε να λες

περασμένα μεγαλεία

και διηγώντας τα να κλαις.

Και ακαρτέρει, και ακαρτέρει

φιλελεύθερη λαλιά,

ένα εκτύπαε τ’ άλλο χέρι

από την απελπισιά.

Κι έλεες: «Πότε, α! Πότε βγάνω
 το κεφάλι από τσ' ερμιές;»

Και αποκρίνοντο από πάνω

κλάψες, άλυσες, φωνές.

Τότε εσήκωνες το βλέμμαʼ

μες στα κλάιματα, θολό,

και εις το ρούχο σου έσταζ’ αίμα,

πλήθος αίμα Ελληνικό.